# Krzyżanka (wzgórze)

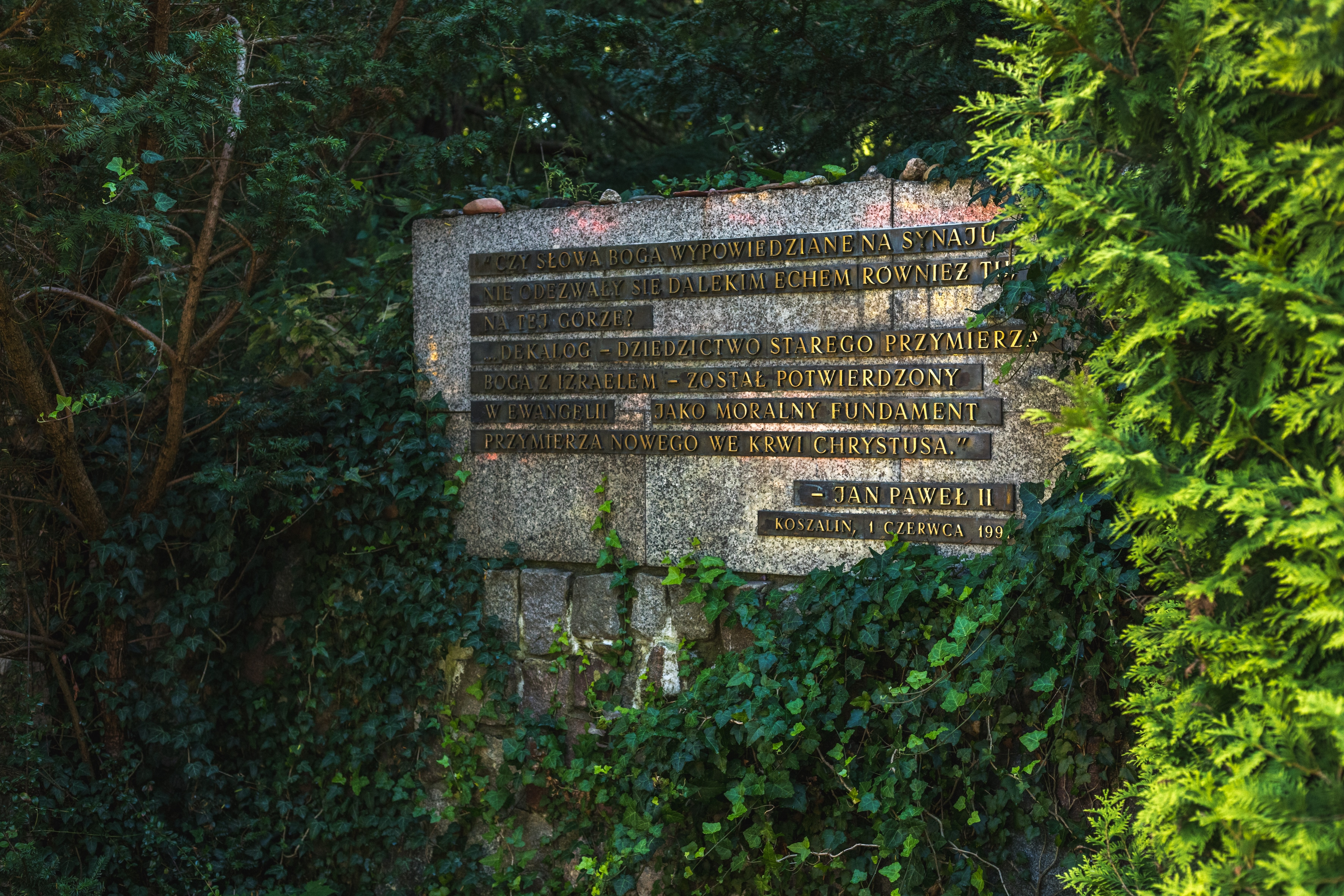
Tablica upamiętniająca słowa Papieża Jana Pawła II wypowiedziane na Górze Chełmskiej 1.6.1991r.

Krzyżanka – wzgórze o wysokości 136,2 m n.p.m. na Równinie Białogardzkiej, położone w województwie zachodniopomorskim, w granicach administracyjnych Koszalina. Jest najwyższą kulminacją wału Góry Chełmskiej. Stanowi punkt widokowy na miasto i wybrzeże.
Wzgórze było średniowiecznym miejscem pochówku okolicznych mieszkańców, którzy wybrali je na grzebanie zmarłych. W XIII wieku na Krzyżance zbudowano kaplicę, będącą ośrodkiem kultu maryjnego do czasów reformacji (1530).

## Zagospodarowanie

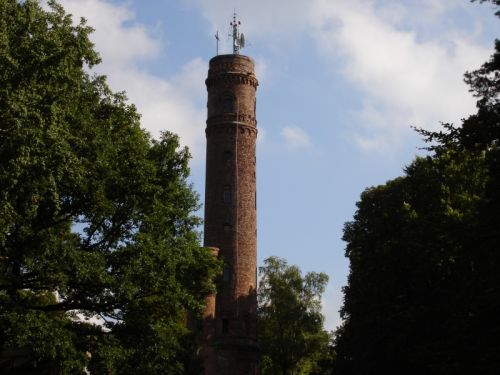
Wieża widokowa

Na szczycie znajduje się zabytkowa wieża widokowa z 1888 roku o wysokości 31,5 m. Na wieży widokowej znajduje się stacja nadawcza, która transmituje sygnał dwóch stacji radiowych. Przy dobrych warunkach atmosferycznych można podziwiać piękną panoramę okolicy sięgającą do morza. Sanktuarium Koszalin - Wieża Widokowa
Na Krzyżance znajduje się kaplica z obrazem Matki Bożej Trzykroć Przedziwnej, która została poświęcona 1 czerwca 1991 roku przez papieża Jana Pawła II. Sanktuarium Matki Bożej Trzykroć Przedziwnej pełni funkcję sanktuarium diecezjalnego, które nawiązuje do średniowiecznej tradycji kultu na Górze Chełmskiej. Kaplicą zajmuje się Ruch Szensztacki.
Na wzgórzu znajduje się głaz granitowy o wadze 10 ton, będący pomnikiem upamiętniającym powstańców listopadowych. Na głazie umieszczono krzyż, orła w koronie z okresu powstania listopadowego, dwa herby Koszalina oraz plakietkę „Civitas Christiana”.

## Domostwo wczesnośredniowieczne
Literatura na temat Góry Chełmskiej dotyczy głównie obszaru wzgórza Krzyżanki. Na podstawie znalezionego jednego toporka neolitycznego na wzniesieniu Czubatka, błędnie stwierdzono, że początki praktyk kultowych na Krzyżance miały miejsce w okresie neolitu. Podobnie wystąpienie 14 odłamków ceramiki łużyckiej, przy braku żadnych obiektów archeologicznych i warstw z tego okresu wyklucza datowanie na końcowy okres epoki brązu oraz epokę żelaza – początków praktyk religijnych na szczycie Krzyżanki.
W 1966 roku Henryk Janocha przedstawił informacje o osadnictwie wczesnośredniowiecznym na Krzyżance na podstawie odkrytych trzech jam paleniskowych z zawartością spalenizny i zabytków ruchomych (ceramika, krzesiwka, groty, nożyki). Ocenił także, że ślady osadnictwa na wzgórzu zostały silnie zniszczone poprzez późniejsze intensywne użytkowanie Góry Chełmskiej w średniowieczu. Henryk Janocha na podstawie zebranego materiałów, braku śladów osadnictwa mieszkalnego, położenia geograficznego, braku wody na obszarze całej Góry Chełmskiej – postawił hipotezę, że ślady osadnicze na Krzyżance należy wiązać przede wszystkim z istniejącym tu we wczesnym średniowieczu ośrodkiem kultu pogańskiego Pomorzan.
W 1974 r. Henryk Janocha stwierdził, że we wczesnym średniowieczu na Krzyżance znajdowało się domostwo drewniane (odkryte w 1961 r.) Domostwo posiadało palenisko kamienne o średnicy ok. 40 cm, a kolejne palenisko znajdowało się 14 m poza resztkami pierwszego domostwa. Prócz domostwa odkryto również 7 jam paleniskowych, które w układzie przestrzennym miały tendencję do kolistego otaczania szczytu Krzyżanki i znajdującego się tam domostwa. Według Henryka Janochy owe ślady domostwa z dwoma paleniskami stanowią resztki kąciny pogańskiej, funkcjonującej przynajmniej od połowy IX wieku do końca XII wieku.
Wcześniej prof. Kowalenko przedstawił hipotezę, jakoby klasztor norbertanów w Białobokach mógł naśladować św. Ottona poprzez zbudowanie kaplicy na Górze Chełmskiej, tak jak on chrystianizując Pomorze na początku XII wieku zwykle zakładał kościoły w miejscach, gdzie dawniej znajdowały się kąciny pogańskie.
Według Paula Schulza, koszalińskiego nauczyciela, który dokonał pierwszych prac archeologicznych na Krzyżance w 1906 r., na jej szczycie miał się znajdować święty gaj, w którym Germanie składać mieli ofiary Wate. Natomiast Słowianie mieli wznieść gontynę (zwaną też chram) i odprawiać obrzędy.
Istnienie kąciny podaje w wątpliwość Andrzej Kuczkowski, ponieważ mogłyby to być budowle pomocnicze w okręgach sakralnych lub budowle pełniące funkcję miejsca spotkań typu wiecowego.
W 2003 r. Departament Ochrony Zabytków w Ministerstwie Kultury przedstawił, że odkryte relikty archeologiczne w żaden sposób nie świadczą o religijnym charakterze Góry Chełmskiej przed wprowadzeniem chrześcijaństwa na Pomorzu Zachodnim.

## Historia
Na przełomie XII i XIII wieku na Krzyżance zbudowano kaplicę pw. Najświętszej Marii Panny. Źródła nie podają szczegółowej daty budowy, jednakże wiadomo ze wzmianek źródłowych, że przed lokacją wsi Koszalin (w 1266 r.), istniała na Górze Chełmskiej w 1263 r. kaplica z proboszczem, przedstawiana jako miejsce licznych pielgrzymek. Kaplica posiadała oświetloną w nocy wieżę, która zastępowała żeglarzom latarnię morską.
W 1287 r. biskup kamieński Herman von Gleichen założył w Koszalinie żeński klasztor cysterek (reguły benedyktyńskiej) i oddał im w opiekę kaplicę na Krzyżance.
W 1395 r. kaplica chrześcijańska uzyskała od biskupa Jana z Kamienia prawo udzielania odpustów. Prawo to zostaje potwierdzone wielokrotnie w latach: 1396, 1399, 1401, 1410 i 1427.
Według danych źródłowych szczególne nasilenie pielgrzymek przypada na okres 1414–1485.

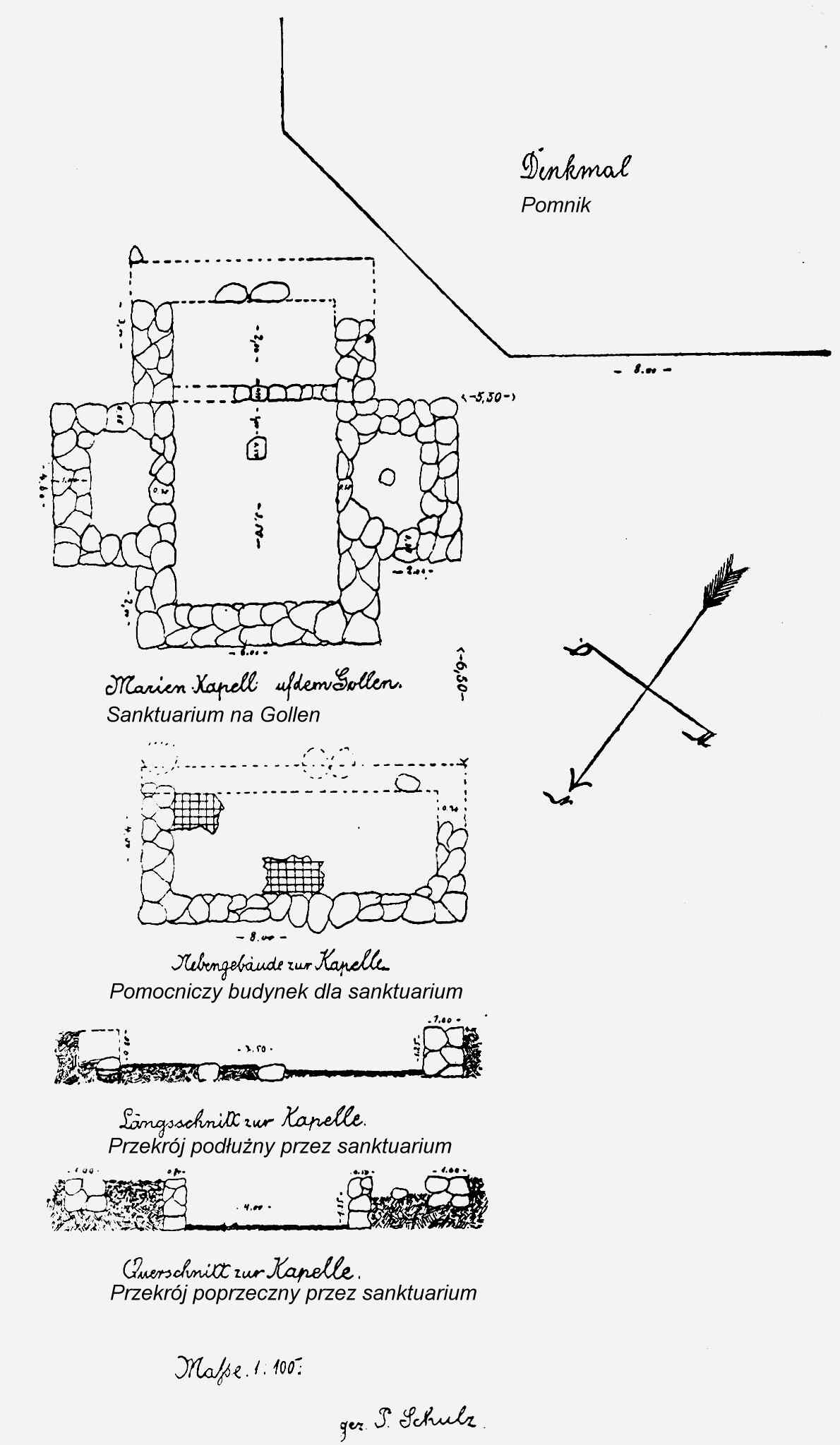
Szkic Paula Schulza z wykopalisk z 1906 r.

Kaplica chrześcijańska została zburzona i rozebrana w okresie 1532–1533 po wielkim pożarze w 1530 roku.
W 1829 r. podczas prac ziemnych związanych z budową pomnika na Krzyżance odkryto znaczne ilości grobów szkieletowych. Szczegółowe badania wykopaliskowe mające na celu odsłonięcie fundamentów zabudowań sakralnych przeprowadził w 1904–1905 koszaliński nauczyciel Paul Schultz. Odsłonięto wtedy mur fundamentu kaplicy, która zbudowana była na planie krzyża oraz fundamenty prostokątnej budowli w odległości 6 m w kierunku zachodnim od kaplicy. Źródła podają także, że znaleziono podobno monetki i ludzkie szkielety.
W bezpośrednim sąsiedztwie obecnej wieży widokowej znajdował się pomnik w formie krzyża zaprojektowany przez Karla Friedricha Schinkla upamiętniający żołnierzy poległych w wojnie napoleońskiej. Pomnik przedstawiał potężny krzyż osadzony na kamiennym cokole, został odsłonięty w 1829 r. Budowla ta została wysadzona u końca lat 60. XX wieku.
29 listopada 2005 r. przy wejściu do sanktuarium maryjnego odsłonięto pomnik „Drogi do Wolności” poświęcony powstańcom listopadowym. Inicjatywa miała za cel upamiętnienia pobytu w Koszalinie polskich emigrantów po upadku powstania listopadowego.

## Oronimia
Słownik geograficzny z 1883 roku przedstawia Krzyżankę pod niemiecką nazwą Fahnenberg jako wystający bok Góry Chełmskiej (niem. Golenberg).
Nazwę Krzyżanka wprowadzono urzędowo w 1949 roku, zastępując poprzednią niemiecką nazwę Kreuz-Berg.